# Abația Lérins
Abația Lérins este o abație situată pe insula Saint-Honorat în insulele Lérins, pe teritoriul comunei Cannes, în departamentul francez Alpes-Maritimes, în regiunea Provence-Alpes-Côte d'Azur.
Prima mănăstire a fost fondată de Honorat d'Arles, prin 400-410. Clădirile actuale datează din secolele al XI-lea - al XIV-lea și de la mijlocul secolului al XIX-lea. Abația a fost timp îndelungat benedictină, filie a mănăstirii Cluny. În prezent obștea mănăstirii este alcătuită din  călugări cistercieni. Din 2011 organizează în fiecare an Festivalul Liniștii, care se ține în paralel cu Festivalul de la Cannes. 

## Istorie

### Prima fondare
Insula, cunoscută de romani sub numele de Lerina », era nelocuită și infestată de șerpi. Honorat d'Arles, însoțit de sfântul eremit Caprais de Lérins, a fondat acolo o mănăstire sub protecția sfântului Léonce, episcop de Fréjus. Potrivit tradiției, Honorat s-a instalat pe insulă cu intenția de a trăi ca eremit, dar i s-au alăturat discipoli care au constituit o comunitate cenobitică în jurul lui între 400 și 410. Astfel insula Lérins a devenit o «mănăstire imensă» încă din 427, cum nota sfântul Ioan Casian. Honorat a codificat viața comunității, cu o regulă a cărei primă redactare, Regula celor Patru Părinți, este prima de acest gen în Franța.

În secolele al V-lea și al VI-lea, mănăstirea a atras călugări care îi vor asigura renumele. Astfel sfântul Patriciu / sfântul Patrick a studiat aici înainte de a întreprinde evanghelizarea Irlandei. Maxime de Riez și Faustus de Riez / Faust de Riez au fost abați de Lérins înainte de a deveni episcopi de Riez. Eucherius de Lyon și-a trimis acolo fiii înainte de a se alătura și el mănăstirii.  Sfântul Quenin, episcop de Vaison-la-Romaine, a fost și călugăr la Lérins în cursul secolului al VI-lea.

## Personalități legate de abație
- Honorat d'Arles
- Caprais de Lérins
- Siffrein de Carpentras
- Bernard-Nicolas Aubertin, fost abate și arhiepiscop de Tours.

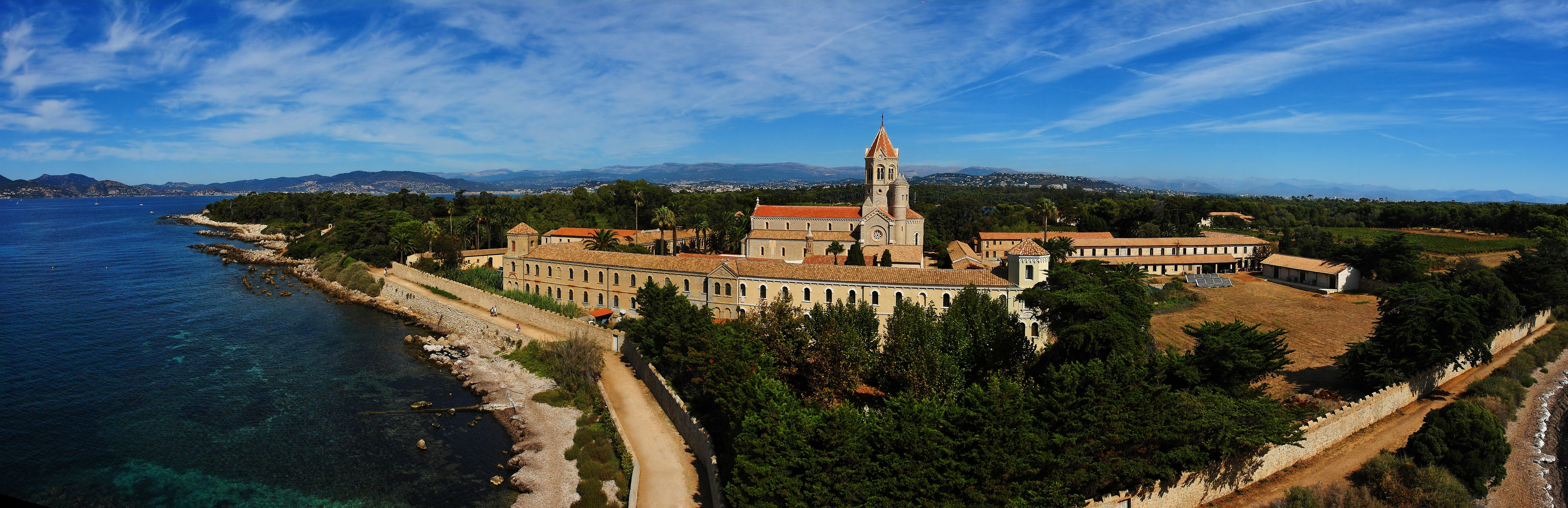
Vedere panoramică spre abația Lérins: fotografie luată dinspre fortăreață

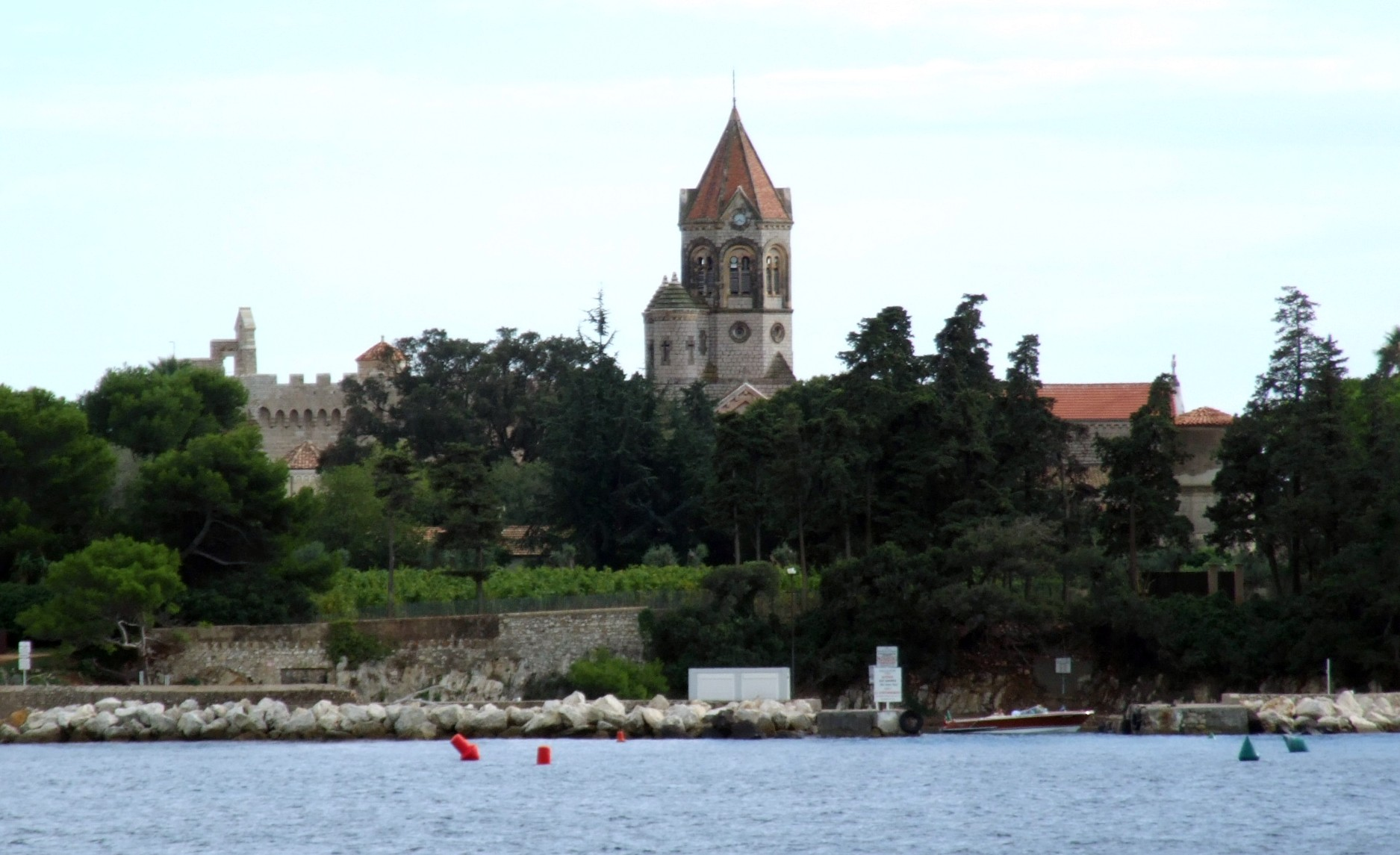
Mănăstirea de pe Insula Saint-Honorat văzută de pe insula Sainte-Marguerite.